# Moria (Cagli)

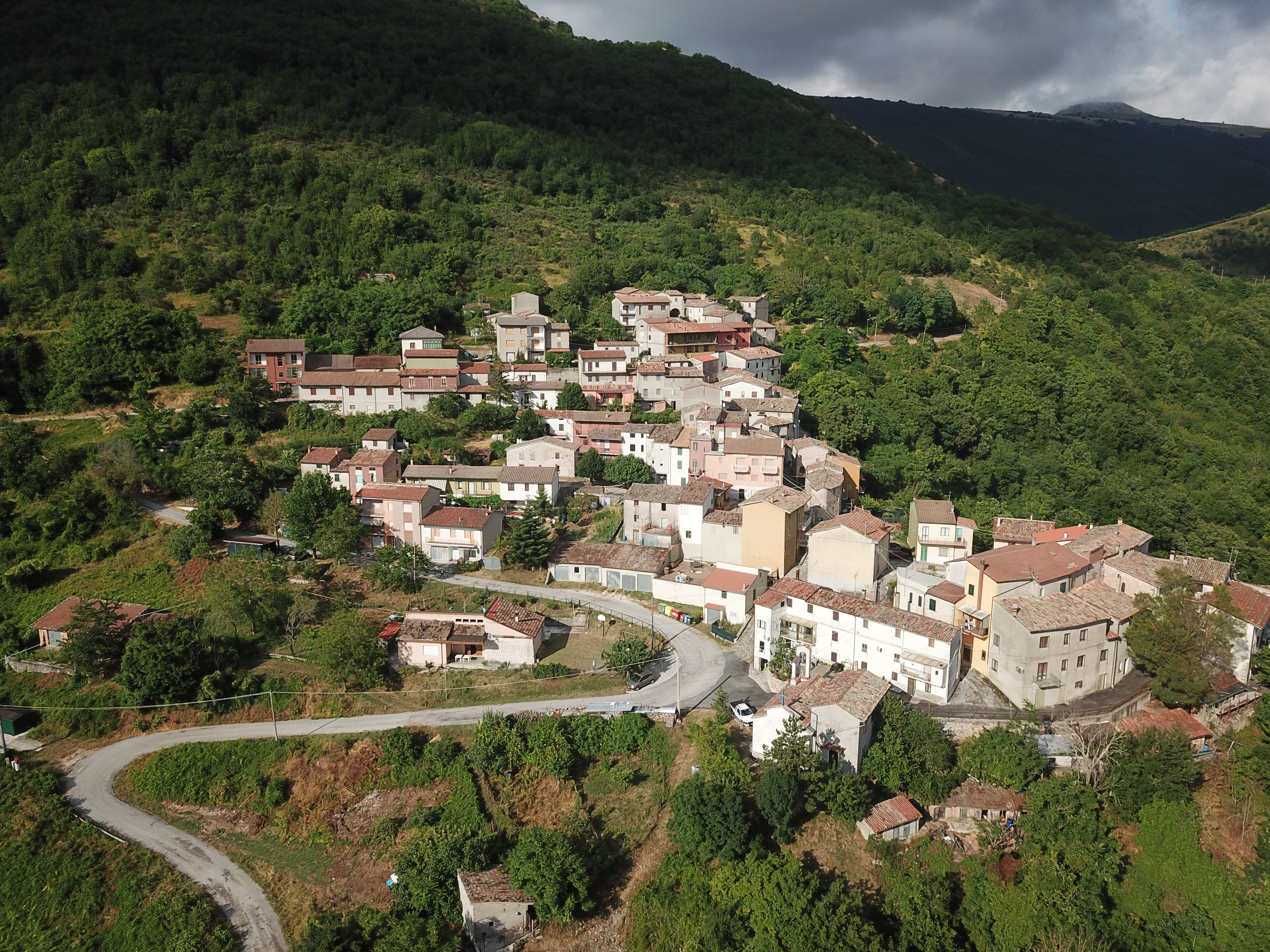
Panorama di Moria dalla strada che sale da Pianello di Cagli

Mòria, dall'ebraico che significa terra di confine, è una frazione dei comuni di Cagli e Cantiano che si trova sulle pendici meridionali del Monte Petrano, a 577 m di quota, lungo la strada che collega Pontedazzo con Pianello, a 2 km da Palcano.

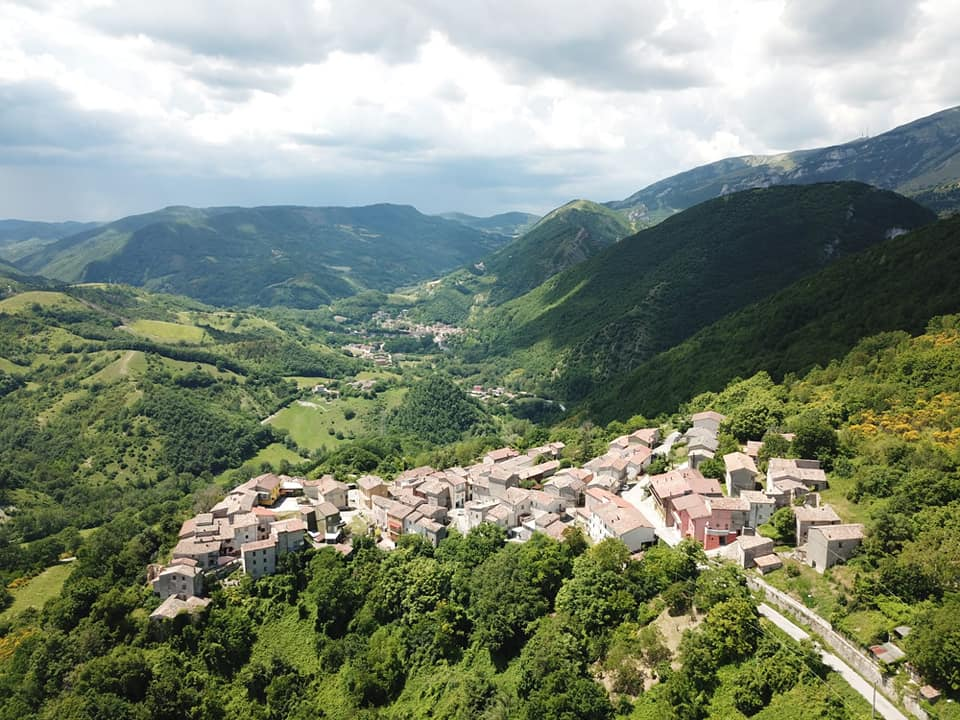
Panorama di Moria dalla strada che arriva da Cantiano

Sulla sommità della frazione c'è il Monte Moria (845 metri sul livello del mare), alle cui pendici meridionali sorge la frazione omonima, è presente una superficie spianata, sul fronte della quale sono ancora visibili diversi conci di pietra di scaglia rossa, perfettamente squadrati e disposti a formare un muro per una lunghezza di almeno 15/20 metri. Con ogni probabilità si tratta del muro di recinzione esterna del “Castellarem Morie” citato su alcuni documenti storici del XIII secolo. Sul versante verso Secchiano, invece, sono ancora ben visibili i terrazzamenti che accoglievano molto probabilmente le altre infrastrutture del castello.
Il castello di Moria, soggetto alla giurisdizione dell’abate di Massa, svolse un ruolo di grande importanza strategica, poiché sorgeva in area di confine fra i comitati e la diocesi di Cagli e quella di Gubbio. Le notizie al momento note sono molto scarne, tuttavia in virtù delle fonti storiche è possibile darne una datazione al XII-XIII secolo.
Nel paesino sono presenti sia case intonacate sia ancora in pietra calcarea a vista (in una è scolpita la data 1866), alcune delle quali con forno esterno, e viuzze selciate.
Pur essendo una frazione molto piccola, il confine tra Cantiano e Cagli la divide a metà, anzi passa ai piedi dell'altare della Chiesa di Sant'Apollinare, detta localmente della Madonna del Rosario.
Notizie di questa chiesa risalgono al 1501; negli anni 1970-1980 è stata interamente restaurata a cura degli abitanti.
Nei primi anni 50 è stata forte l'emigrazione degli abitati verso la Svizzera, Lussemburgo, e la città di Roma ma ogni estate le persone originarie della Frazione tornano nel paese di origine animandolo.
Nella frazione è presente un edificio scolastico realizzato nei primi anni 60, con caratteristiche architettoniche tipiche delle piccole scuole ubicate nelle frazioni montante del territorio.
Il progetto della costruzione della scuola è stato fatto dal Genio Civile di Pesaro per conto del Comune di Cantiano, attualmente l'edificio è utilizzato come circolo ricreativo e punto di ritrovo per gli abitanti e visitatori.